# UFC 204
UFC 204: Bisping vs. Henderson 2（ユーエフシー・ツーオーフォー：ビスピン・バーサス・ヘンダーソン・ツー）は、アメリカ合衆国の総合格闘技団体「UFC」の大会の一つ。2016年10月8日、イングランド・マンチェスターのマンチェスター・アリーナで開催された。

## 大会概要
本大会ではマイケル・ビスピンとダン・ヘンダーソンによるUFC世界ミドル級タイトルマッチが組まれた。
キャリア9戦全勝のマルク・ディアケイジーがUFCデビュー。

## 試合結果

### アーリープレリム
第1試合 ライト級 5分3R
○  レオナルド・サントス vs.  アドリアーノ・マルチンス ×
3R終了 判定2-1（28-29、29-28、29-28）
第2試合 ウェルター級 5分3R
○  マイク・ペリー vs.  ダニー・ロバーツ ×
3R 4:40 KO（膝蹴り→右フック）

### プレリミナリーカード
第3試合 ライト級 5分3R
○  マルク・ディアケイジー vs.  ルカス・サイエフスキー ×
2R 4:40 TKO（スタンドパンチ連打）
第4試合 ウェルター級 5分3R
○  レオン・エドワーズ vs.  アルバート・トゥメノフ ×
3R 3:01 リアネイキッドチョーク
第5試合 バンタム級 5分3R
○  ダミアン・スタシアク vs.  デイビー・グラント ×
3R 3:56 腕ひしぎ十字固め
第6試合 バンタム級 5分3R
○  ユーリ・アルカンタラ vs.  ブラッド・ピケット ×
1R 1:59 三角絞め

### メインカード
第7試合 フェザー級 5分3R
○  ミアサド・ベクティック vs.  ラッセル・ドーン ×
1R 4:22 リアネイキッドチョーク
第8試合 ヘビー級 5分3R
○  ステファン・ストルーフェ vs.  ダニエル・オミランチェク ×
2R 1:41 ダースチョーク
第9試合 ライトヘビー級 5分3R
○  ジミ・マヌワ vs.  オヴィンス・サンプルー ×
2R 2:38 KO（左フック→パウンド）
第10試合 ミドル級 5分3R
○  ゲガール・ムサシ vs.  ビクトー・ベウフォート ×
2R 2:43 TKO（マウントパンチ）
第11試合 UFC世界ミドル級タイトルマッチ 5分5R
○  マイケル・ビスピン vs.  ダン・ヘンダーソン ×
5R終了 判定3-0（48-47、48-47、49-46）
※ビスピンが初防衛に成功。

### 各賞
ファイト・オブ・ザ・ナイト： マイケル・ビスピン vs. ダン・ヘンダーソン
パフォーマンス・オブ・ザ・ナイト： ジミ・マヌワ、ユーリ・アルカンタラ
各選手にはボーナスとして5万ドルが授与された。

### カード変更
負傷などによるカードの変更は以下の通り。